# 威廉·博蒙特
威廉·博蒙特（William Beaumont，1785年11月21日—1853年4月25日），後世稱其為“胃生理学之父”。

## 人生

### 早期生活

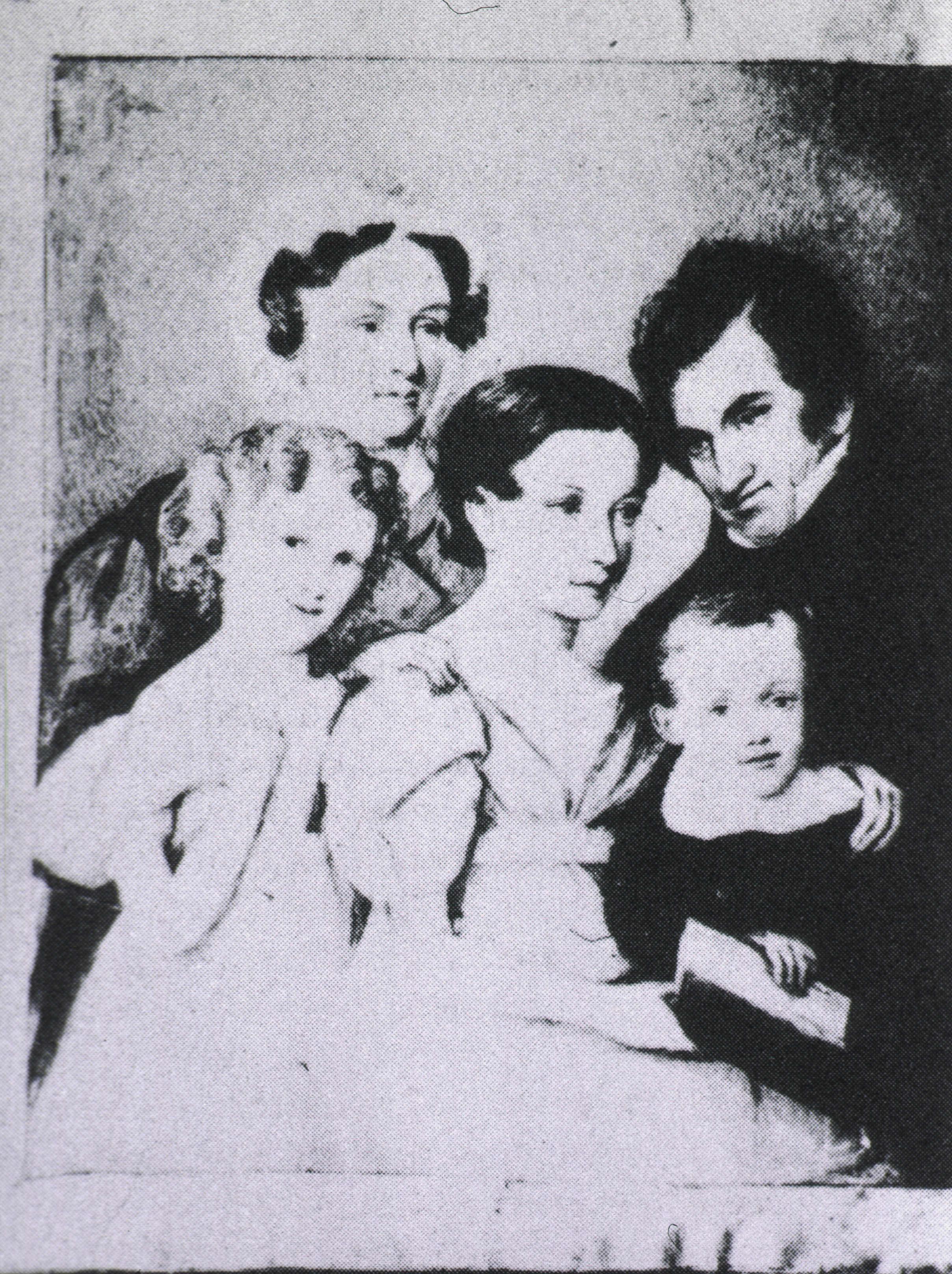
博蒙特一家人

威廉·博蒙特出生于康涅狄格州黎巴嫩。的农夫家庭。 
二十一岁后，他搬到了纽约的尚普兰，并在一間學校開始任教。 1810 年，他搬到佛蒙特州的圣奥尔本斯，拜杜鲁门鲍威尔博士為師並成為一位医生。 1812 年 6 月，佛蒙特醫學協會在考了他人体解剖学，物理和外科的理论与实践之後給了他行醫執照。 Pathfinders of Physiology （页面存档备份，存于）, The Deitroit Medical Journal Company, 1914, p. 25.</ref>
从 1812 年到 1815 年，博蒙特在普拉茨堡战役期间担任陆军助理軍醫。 战争结束后，他在纽约普拉茨堡開設一家私人诊所。1820 年，博蒙特以軍醫的身分重再次入伍並被分配到麦基诺堡。

### 圣马丁的实验

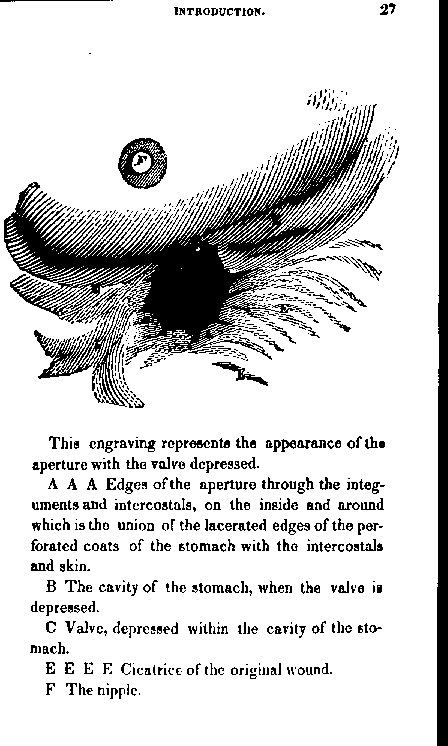
博蒙特 «关于胃液和消化生理学的实验和观察»（第 27 页）

1822 年 6 月 6 日，位于麦基诺岛的美国皮草公司员工亚历克西斯·圣马丁（ Alexis St. Martin ）的腹部被裝有猎枪的散弹枪射中，肋骨和胃部嚴重受伤。 :102大家都認為圣马丁会因伤势过重而死。但在博蒙特努力的搶救之下，圣马丁还是活了下来，但他的胃里有个無法完全愈合的洞(瘺管)。由於傷勢无法继续工作，博蒙特便聘請他為杂工。 
1825 年 8 月，博蒙特已经搬到纽约的尼亚加拉堡，圣马丁也跟着他。博蒙特發現一个千載難逢的机会观察消化过程，他开始在圣马丁的胃进行消化实验。大多数实验都是将一块食物绑在一根绳子上，然后将其从洞中放入圣马丁的胃中。每隔幾小时，博蒙特就会取出食物并观察它的消化情况。博蒙特还从圣马丁的胃中取出胃酸进行分析。 過了一個月，圣马丁逃离博蒙特並搬到加拿大，一方面是受不了成為實驗品，另一方面也让博蒙特专注于军医的职责。但博蒙特卻將他抓回來並继续展示他。博蒙特还使用从圣马丁的胃取的胃酸来“消化”杯中的食物。这使他發現一个重要的事——消化不仅是胃的捣碎、撞击和挤压食物，而是經過化學反應將食物變成胃可以利用的营养物质。换句话说，消化主要是一种化学过程，而不是机械过程。 
1826 年和 1827 年间，博蒙特博士驻扎在威斯康星州格林湾的霍华德堡。 1828 年，他被调往密苏里州的圣路易斯。在途中，圣马丁奉命留在威斯康星州普雷里杜基恩的克劳福德堡並再次担任博蒙特的杂工。 1831 年初，博蒙特博士对圣马丁的胃进行了另一组实验，范围从对正常消化的简单观察到温度、运动甚至情绪对消化过程的影响。 
博蒙特于 1838 年发表了他的实验记录，即《胃液的实验和观察》以及《消化生理学》 。 他最终和圣马丁分道扬镳，博蒙特回到圣路易斯，圣马丁回到他在加拿大魁北克省的溫暖家中。在接下来的二十年里，博蒙特不停地试图让圣马丁搬到圣路易斯，但他从未成功。 

### 死亡
博蒙特于 1853 年在密苏里州圣路易斯在冰雪覆盖的台阶上滑倒，這造成了他的死亡。死後埋葬在贝尔方丹公墓。
他的论文保存在华盛顿大学（圣路易斯） 、医学院、图书馆，副本保存在国家医学图书馆。 

## 遗产
有几个机构以威廉·博蒙特的名字命名，包括：
- 威斯康星州格林贝的博蒙特小学
- 密苏里州圣路易斯的博蒙特高中
- 密歇根州皇家橡树威廉博蒙特医院
- 密歇根州特洛伊的威廉博蒙特医院
- 密歇根州格罗斯角的威廉博蒙特医院（前身为 Bon Secours 医院，但并入博蒙特医院系统并更名）
- 德克萨斯州埃尔帕索的威廉博蒙特陆军医疗中心（医院一楼的餐饮设施以 Alexis St. Martin 的名字命名）
- 奥克兰大学威廉博蒙特医学院 （页面存档备份，存于）位于密歇根州奥本山和罗切斯特山市。
- 密歇根州沃特福德的威廉博蒙特小学以他的名字命名。 [10]
- 博蒙特高速公路位于博蒙特的家乡黎巴嫩，以他的名字命名。
- 位于普拉茨堡的纽约州立大学学院的生物学和心理学课程设有博蒙特大厅，以他的名字命名。 [11]
- 博蒙特山，南极洲的一座小山[12]

## 文化
- 博蒙特在圣马丁的实验出现在 2012 年的Radiolab剧集中，该剧于 4 月 2 日播出。 [13]
- 威廉·博蒙特对亚历克西斯·圣马丁的实验在 8 月 1 日星期三播出的 2012 年《暗物质：扭曲但真实》一集中出现。
- Beaumont 和他的病人 St. Martin 之间复杂的医患关系的虚构历史在小说《 Open Wound: The Tragic Obsession of Dr. William Beaumont》 （2011）中重现。 [14]
- 圣马丁的博蒙特实验在播客“The Dollop with Dave Anthony 和 Gareth Reynolds”中出现 33 The Stomach Men (11/15/14) [15]
- Sydnee McElroy 博士和她的丈夫Justin McElroy在他们的医学播客Sawbones中讲述了 Beaumont 和 St. Martin 之间的关系以及他们的实验，在该剧集The Gut Hole Romance (5/13/2015) 中，由Maximum Fun主持网络。 [16]
- 博蒙特对圣马丁的治疗和实验的故事在 1956 年 2 月27日播出的医疗剧《医生》中重演。 [17]

## 文选
- 博蒙特，威廉。 “胃液和消化生理学的实验和观察。”普拉茨堡：FF 艾伦，1833 年。
- 博蒙特，威廉。 （页面存档备份，存于） “胃液和消化生理学的实验和观察。” （页面存档备份，存于）麦克拉克伦和斯图尔特（爱丁堡），1838 年。